# Kelyan Blanc
Pour les articles homonymes, voir Blanc (homonymie).
Kelyan Blanc, né le 29 janvier 1988, est un acteur français. Comédien de doublage, il est la voix française régulière de Daniel Radcliffe, qu'il a notamment doublé dans toute la saga Harry Potter.

## Biographie
Kelyan Blanc est né en 1988. Il commence sa carrière de comédien à l'âge de 10 ans.
Essentiellement actif dans le doublage, Kelyan Blanc double régulièrement Daniel Radcliffe depuis 2001 (notamment pour toute la série de films Harry Potter de 2001 à 2011). Il reprend aussi la voix du personnage Harry Potter dans les jeux vidéo dérivés à partir du jeu Harry Potter et la Coupe de feu.
Il prête aussi sa voix à d'autres acteurs et personnages dans plusieurs autres films, séries télévisées, animés, jeux vidéos et émissions télévisées. Il a notamment doublé Mitchel Musso dans Hannah Montana (2006-2011), Un costume pour deux (2009) et La Mission de Chien Noël (2010).
Il a également prêté sa voix dans les films E.T., l'extra-terrestre (second doublage de 2002), Star Wars, épisode II : L'Attaque des clones (personnage de Boba Fett enfant), Minority Report, et les séries Charmed, Stargate SG-1, Smallville, La Vie de Palace de Zack et Cody, Skins, Bones, Dr House, ainsi que l'animé Star Wars : The Clone Wars.
Depuis octobre 2021, il est présent sur la plateforme Twitch sous le pseudonyme de KelyanVF. 
Ponctuellement, il travaille en tant qu'infirmier.
En 2024, il participe à la douzième saison de l'émission de téléréalité Secret Story, sur TF1, avec pour secret « Je suis la voix française du plus célèbre sorcier du monde ».
Kelyan Blanc est le frère de l'acteur Janieck Blanc, né le 28 avril 1986, également comédien de doublage : Janieck Blanc a notamment doublé Chris Rankin dans le rôle de Percy Weasley dans la saga Harry Potter.

## Doublage

### Cinéma

#### Films
- Daniel Radcliffe dans : 
  - Harry Potter à l'école des sorciers (2001) : Harry Potter
  - Harry Potter et la Chambre des secrets (2002) : Harry Potter
  - Harry Potter et le Prisonnier d'Azkaban (2004) : Harry Potter
  - Harry Potter et la Coupe de feu (2005) : Harry Potter
  - Mon fils Jack (2007) : Jack Kipling
  - Harry Potter et l'Ordre du phénix (2007) : Harry Potter
  - Harry Potter et le Prince de sang-mêlé (2009) : Harry Potter
  - Harry Potter et les Reliques de la Mort, partie 1 (2010) : Harry Potter
  - Harry Potter et les Reliques de la Mort, partie 2 (2011) : Harry Potter
  - La Dame en Noir (2012) : Arthur Kipps
  - Kill Your Darlings (2013) : Allen Ginsberg
  - Et (beaucoup) plus si affinités (2014) : Wallace
  - Horns (2014) : Ignatius Martin Perrish
  - Crazy Amy (2015) : le promeneur de chiens
  - Jungle (2017) : Yossi Ghinsberg
  - Les Évadés de Prétoria (2020) : Tim Jenkin

- 1982[3] : E.T., l'extra-terrestre : Greg (K.C. Martel)
- 2000 : Sale Môme : Rusty Duritz (Spencer Breslin)
- 2001 : L'Intrus : Danny Morrison (Matt O'Leary)
- 2001 : A.I. Intelligence artificielle : Martin Swinton (Jake Thomas)
- 2001 : L'Échine du Diable : Carlos (Fernando Tielve)
- 2001 : Comme chiens et chats : Scott Brody (Alexander Pollock)
- 2001 : 13 Fantômes : Robert 'Bobby' Kriticos (Alec Roberts)
- 2002 : Star Wars, épisode II : L'Attaque des clones : Boba Fett (Daniel Logan)
- 2002 : Arac Attack, les monstres à huit pattes : Mike Parker (Scott Terra)
- 2002 : Kermit, les années têtard : Hugo Krassman jeune (Hampton Dixon)
- 2002 : Minority Report : le fils des Marks (Andrew Sandler)
- 2004 : Ralph : Ralph Walker (Adam Butcher)
- 2004 : 800 balles : Carlos Torralba (Luis Castro)
- 2004 : Eurotrip : Bert (Nial Iskhakov)
- 2008 : Promets-moi : Tsane (Uros Milovanovic)
- 2009 : L'Assistant du vampire : Darren Shan (Chris Massoglia)
- 2009 : Hannah Montana, le film : Oliver Oken (Mitchel Musso)
- 2010 : Au-delà : Ricky (Jack Bence)
- 2010 : La Mission de Chien Noël : Chien Noël, adulte (Mitchel Musso) (voix)
- 2010 : Cold Prey 3 : Simen (Arthur Berning)
- 2011 : Neds : Wee T (Christopher Wallace)

#### Films d'animation
- 1991[4] : La Belle et la Bête : Zip
- 2002 : Peter Pan 2 : Retour au Pays Imaginaire : les Jumeaux
- 2002 : Mickey, la magie de Noël : Pinocchio
- 2003 : Kim Possible : La Clé du temps : Wallace
- 2004 : L'Île de Black Mór : enfant à l'orphelinat
- 2005 : Kim Possible, le film : Mission Cupidon : Wallace
- 2006 : The Wild : Ryan le lionceau
- 2008 : Jasper, pingouin explorateur : Jasper

### Télévision

#### Téléfilms
- Mitchel Musso dans :
  - Un costume pour deux : Poole (2009)
  - La Mission de Chien Noël : Chien Noël adulte (voix) (vidéo)
- 2000 : Le Plus Beau Cadeau de Noël : Joey Thompson (Spencer Breslin)
- 2005 : Un ado en danger : Justin Petersen (Jeremy Sumpter)
- 2005 : Une vie à l'épreuve : Josh Townsend (Sam Howard)
- 2020 : Unbreakable Kimmy Schmidt : Kimmy contre le révérend : le prince Frederick (Daniel Radcliffe)

#### Séries télévisées
- Chris Marquette dans :
  - La Vie avant tout (2000-2005) : Marc Delgado (31 épisodes)
  - Le Monde de Joan (2003-2005) : Adam Rove (44 épisodes)
- 2001 : Powder Park : Florian « Flo » Ridner (Yannick Richter) (11 épisodes)
- 2001 : Charmed : un des enfants (Ari) (saison 3, épisode 10)
- 2001, 2003 : Stargate SG-1 : Shifu (Lane Gates) (saison 3, épisode 20 et saison 4, épisode 17) et Jack O'Neill jeune (Michael Welch) (saison 7, épisode 3)
- 2002 : Apparitions : jeune James Van Praagh (Connor Widdows)
- 2003 : The Shield : Topo (Omar Anguiano) (saison 2, épisode 1) et l'enfant au skateboard (Enrique Trujillo) (saison 2, épisode 5)
- 2003-2005 : Méthode Zoé : Clifford « Cliff » Woodall (Jamie Johnston) (36 épisodes)
- 2004 : Smallville : Lex Luthor jeune (Wayne Dalglish) (saison 3, épisode 19)
- 2005 : La Vie de Palace de Zack et Cody : Maynard Kay (Aaron Parker Mouser) (saison 2, épisode 12)
- 2006-2007 : Ned ou Comment survivre aux études : Ned Bigby (Devon Werkheiser) (2e voix)
- 2006-2011 : Hannah Montana : Oliver Oken (Mitchel Musso) (89 épisodes)
- 2008 : Skins : Jake (Angus Harrison) (saison 2, épisode 7)
- 2010 : Bones : Orlando Morales (Andre Jamal Kinney) (saison 6, épisode 13)
- 2010 : Caprica : Ben Stark (Avan Jogia) (3 épisodes)
- 2011 : Borgia : Alfonso d'Este (Andrew Hawley) (1re voix, saison 1)
- 2012 : Dr House : Ben Parker, le patient (Harrison Thomas) (saison 8, épisode 6)
- 2017 : Room 104 : Joseph (Nat Wolff) (saison 1, épisode 7)

#### Séries d'animation
- 2001-2003 : Tous en boîte : Pinocchio
- 2001-2004 : Galaxie Lloyd : Lloyd
- 2002-2007 : Kim Possible : Wallace
- 2004-2011 : Tous en selle avec Bibi et Tina : Alexandre de la Grandpierre
- 2005-2007 : Juniper Lee : Roger Radcliffe
- 2006 : Lilo et Stitch, la série : Wallace, Mikey Blumberg
- 2007 : Mobile Suit Gundam 00 : Saji Crossroad
- 2007 : Gurren Lagann : Gimmy adulte
- 2008-2019 : Les Minijusticiers : Gros Loup et Sacha (saisons 1 à 3)
- 2010 : Star Wars : The Clone Wars : Jaybo Hood (saison 1, épisode 18)
- 2013 : Dofus : Aux trésors de Kerubim : voix additionnelles (partie 1, épisode 3), Gros Chachacripant (partie 1, épisode 6)
- 2014[5] : Haikyū!! : Kei Tsukishima
- 2023 : Mulligan : Jeremy[6]
- 2023 : Le Pavillon des hommes : Gyokuei
- 2023 : Frieren : Stark

### Jeux vidéo
- 2001 : Kingdom Hearts : Pinocchio
- 2005 : Harry Potter et la Coupe de feu : Harry Potter
- 2007 : Harry Potter et l'Ordre du phénix : Harry Potter
- 2009 : Harry Potter et le Prince de sang-mêlé : Harry Potter
- 2009 : Inazuma Eleven 2 : Sam, Jack, Dvalin
- 2010 : Harry Potter et les Reliques de la Mort : Harry Potter
- 2010 : God of War: Ghost of Sparta : Kratos jeune
- 2010 : Inazuma Eleven 3 : Hector Hélio
- 2011 : Professeur Layton et l'Appel du Spectre : le Corbeau Noir, Seamus, Tony Barde, le garçon dans les souvenirs d'Arianna
- 2011 : Star Wars: The Old Republic : voix diverses de PNJ
- 2011 : Inazuma Eleven Strikers : Sam, Jack, Dvalin
- 2014 : Inazuma Eleven Go : Lumière et Ombre : Austin Hobbes
- 2015 : Lego Dimensions : Harry Potter
- 2015 : Final Fantasy XIV: Heavensward : Honoroit
- 2015 : Inazuma Eleven Go Chrono Stones : Tonnerre et Brasier : Quentin Cinquedea
- 2019 : FIFA 19 : le personnage du mode histoire
- 2025 : Kingdom Come: Deliverance II : divers personnages

### Publicité
- 2018 : Lego Harry Potter

### Émissions télévisées
- 2019 : Les 100 premiers jours, sur TFX
- 2022 : Harry Potter : Retour à Poudlard : Daniel Radcliffe (émission spéciale 20 ans)
- 2023 : Harry Potter : Les secrets du phénomène : narrateur

### CD-Rom
- Des amis multilingues à travers le monde, Hippo Family Club, Japon : Hiroto

## Télévision
- 2024 : Secret Story : saison 12 (téléréalité) : candidat